# Albums de reprises d'Iron Maiden
Voici une liste des albums hommages à Iron Maiden et des chansons reprises de Iron Maiden.

## Albums hommages

### Made in Tribute
(sorti le 25 mars 1998)
1. Aces High (Arch Enemy)
2. 2 Minutes to Midnight (Decameron)
3. Children of the Damned (Therion)
4. Die With Your Boots On (Armageddon)
5. Wasted Years (Nocturnal Rites)
6. Wrathchild (Sadist)
7. The Trooper (Lord Belial)
8. The Evil that Men Do (Naglfar)
9. 22 Acacia Avenue (Dark Tranquillity)
10. Murders in the Rue Morgue (In Flames)

### A Call to Irons
(sorti le 5 mai 1998)
1. The Ides of March / Purgatory (Steel Prophet)
2. Powerslave (Ancient Wisdom)
3. The Trooper (Vital Remains)
4. Genghis Khan (Angel Corpse)
5. Hallowed Be Thy Name (Solitude Æturnus)
6. Phantom of the Opera (New Eden)
7. Remember Tomorrow (Opeth)
8. To Tame a Land (Morgion)
9. Strange World (Evoken)
10. Rime of the Ancient Mariner (Opera IX)
11. Transylvania (Absu)

### A Call to Irons 2
(sorti le 26 janvier 1999)
1. Invaders (Engrave)
2. Gangland (Steel Prophet)
3. Iron Maiden (From the Depths)
4. Total Eclipse (Terror)
5. Wrathchild (Acheron)
6. Revelations (Possession)
7. Killers (Ion Vein)
8. Where Eagles Dare (Mystic Force)
9. 2 Minutes to Midnight (Deceased)
10. Public Enema Number One (October 31)
11. Sea of Madness (Prototype)
12. Chidren of the Damned (Diesel Machine)
13. Sanctuary (Abattoir)

### Maiden America
(sorti le 11 février 1999)
CD 1
1. Aces High (Pharaoh)
2. Murders in the Rue Morgue (Omen)
3. Killers (Final Prayer)
4. Remember Tomorrow (Born of Fire)
5. Powerslave (Twisted Tower Dire)
6. Genghis Khan (Burning Inside)
7. Heaven Can Wait (Dawnbringer)
8. Wrathchild (Equinox)
9. Hallowed Be Thy Name (Edenrot)
10. Invaders (Sadus)
11. Iron Maiden (Sculptured)

CD 2
1. Solar Flight (Pharaoh)
2. Holy War (Omen)
3. Lambs to the Slaughter (Final Prayer)
4. Fire and Brimstone (Born of Fire)
5. When All is Said and Done (Twisted Tower Dire)
6. Chapters of Youth (Burning Inside)
7. Beggars & Children (Dawnbringer)
8. Come Forth the Haunting (Equinox)
9. Aries Shield (Edenrot)
10. Mask (Sadus)
11. Almond Beauty (Sculptured)

### 666 – The Number One Beast
(sorti le 29 juin 1999)
1. Can I Play With Madness (Steve Overland)
2. 2 Minutes to Midnight (Steve Grimmett)
3. Wrathchild (Paul Di'Anno)
4. Hallowed Be Thy Name (Doogie White)
5. Running Free (Paul Di'Anno)
6. The Evil that Men Do (Doogie White)
7. Phantom of the Opera (Paul Di'Anno)
8. The Number of the Beast (Steve Grimmett)
9. Iron Maiden (Paul Di'Anno)
10. Run To The Hills (Steve Overland)
11. The Trooper (Gary Barden)

### Children of the Damned
(sorti le 12 juillet 1999)
CD 1
1. 22, Acacia Avenue (Delusion)
2. Flight of Icarus (Aska)
3. The Prisoner (Mesmerize)
4. Flash of the Blade (Seasons of the Wolf)
5. Killers (Gooseflesh)
6. The Trooper (Diphtheria)
7. Wrathchild (Cessation of Life)
8. Can I Play With Madness (Moksha)
9. Bring Your Daughter to the Slaughter (Realm)
10. Where Eagles Dare (Night Conquers Day)
11. Phantom of the Opera (Last Disciple)
12. Futureal (Innocent Exile)

CD 2
1. Feel This Way (Delusion)
2. The Stalker (Aska)
3. The Werewolf (Mesmerize)
4. October Moon (Seasons of the Wolf)
5. Suffer Age (Gooseflesh)
6. Living to Die (Diphtheria)
7. Synthetic Suicide (Cessation of Life)
8. Chasing My Life (Mokhsa)
9. Realm (Realm)
10. The Perseverance of Ignorance (Night Conquers Day)
11. World Turns (Last Disciple)
12. Strange World (Innocent Exile)

### Anton Gustafsson tolkar Iron Maiden
(sorti le 15 septembre 1999)
1. Aces High
2. 2 Minutes to Midnight
3. The Trooper
4. The Evil that Men Do
5. 22, Acacia Avenue
6. Flight of Icarus
7. Infinite Dreams
8. Lord of the Flies
9. Can I Play With Madness
10. The Number of the Beast
11. Run to the Hills
12. Hallowed Be Thy Name
13. Heaven Can Wait
14. Fear of the Dark

## Numbers from the Beast
Numbers from the Beast est un tribute album à Iron Maiden sorti en 2005.
Pistes
1. "Run to the Hills" - 4:05
  - Robin McAuley (McAuley Schenker Group) – chant
  - Michael Schenker (M.S.G, UFO, Scorpions) – guitare
  - Pete Fletcher – guitare
  - Tony Franklin (The Firm, Blue Murder) – bass
  - Brian Tichy (Billy Idol) – batterie
2. "Wasted Years" - 5:32
  - Dee Snider (Twisted Sister) – chant
  - George Lynch (Dokken) – guitare
  - Bob Kulick – guitare
  - Jeff Pilson (Dokken, Dio) – basse
  - Jason Bonham (Bonham, Foreigner) – batterie
3. "Wrathchild" - 3:17
  - Paul Di'Anno (Iron Maiden) – chant
  - Alex Skolnick (Testament) – guitare
  - Chris Traynor (Orange 9mm, Helmet) – guitare
  - Frank Bello (Anthrax) – basse
  - John Tempesta (Exodus, Testament, White Zombie) – batterie
4. "Flight of Icarus" - 4:10
  - Tim "Ripper" Owens (Judas Priest, Iced Earth) – chant
  - Doug Aldrich (Whitesnake, Dio) – guitare
  - Jimmy Bain (Rainbow, Dio) – basse
  - Simon Wright' (AC/DC, Dio) – batterie
5. "Fear of the Dark" - 8:30
  - Chuck Billy (Testament) – chant
  - Craig Goldy (Dio) – guitare
  - Ricky Phillips (Styx, Bad English) – basse
  - Mikkey Dee (Motörhead, King Diamond) – batterie
6. "The Trooper" - 4:06
  - Lemmy Kilmister (Motörhead) – chant
  - Phil Campbell (Motörhead, Persian Risk) – guitare
  - Rocky George (Suicidal Tendencies, Cro-Mags) – guitare
  - Chuck Wright (Quiet Riot) – basse
  - Chris Slade (Asia, AC/DC) – batterie
7. "Aces High" - 4:58
  - Jeff Scott Soto  (Yngwie Malmsteen) – chant
  - Nuno Bettencourt (Extreme) – guitare
  - Billy Sheehan (Mr. Big, Niacin) – basse
  - Vinny Appice (Black Sabbath, Dio) – batterie
8. "2 Minutes to Midnight" - 6:22
  - Joe Lynn Turner(Rainbow, Yngwie Malmsteen, Deep Purple)  – chant
  - Richie Kotzen (Poison, Mr. Big)– guitare
  - Bob Kulick – guitare
  - Tony Franklin – basse
  - Chris Slade – batterie
9. "Can I Play with Madness" - 4:16
  - Mark Slaughter (Slaughter) – chant
  - Bruce Kulick (Kiss) – guitare
  - Marco Mendoza (Whitesnake, Thin Lizzy) – basse
  - Aynsley Dunbar (Frank Zappa, Journey) – batterie
10. "The Evil that Men Do" - 5:27
  - Chris Jericho (WWE Superstar, Fozzy) – chant
  - Paul Gilbert (Racer X, Mr. Big) – guitare
  - Bob Kulick – guitare
  - Mike Inez (Alice in Chains) – basse
  - Brent Fitz (Union)– batterie
11. "The Wicker Man" - 5:10
  - John Bush (Armored Saint, Anthrax) – chant
  - Jeff Duncan (Armored Saint) – guitare
  - Scott Ian (Anthrax) – guitare
  - Rob Nicholson (Ozzy Osbourne) – basse
  - Ben Graves (Murderdolls) - batterie
  - Jason C. Miller (Godhead)  – chœurs

### Transilvania 666
(sorti le 16 novembre 1999)
CD 1
1. Run to the Hills (Avalanch)
2. Flight of Icarus (Tierra Santa)
3. Charlotte the Harlot (Lujuria)
4. The Evil that Men Do (Azrael)
5. Wasted Years (Skunk D.F.)
6. Wrathchild (Grass)
7. Fear of the Dark (Demonios)
8. Revelations (Twilight)

CD 2
1. Strange World (Mago De Oz)
2. The Trooper (Easy Rider)
3. Phantom of the Opera (Ankhara)
4. Powerslave (Pyramid)
5. Running Free (Tea)
6. Holy Smoke (Aerobitch)
7. Moonchild (Sentinel)
8. Children of the Damned (Dracon)

### Slave to the Power
(sorti le 21 mars 2000)
CD 1
1. Another Life (Solace)
2. Children of the Damned (Sebastian Bach)
3. Remember Tomorrow (Crowbar)
4. Wrathchild (Archie Bunker with John Perez)
5. Powerslave (Dofka)
6. Moonchild (Shallow)
7. Total Eclipse (WarHorse & Friends)
8. Flight of Icarus (Ian Parry and Kamelot)
9. The Trooper (Holy Mother)
10. Aces High (Electric Frankenstein)
11. Purgatory (Wardog)
12. The Evil that Men Do (Conquest)
13. Alexander the Great (Eleventh Hour)

CD 2
1. Running Free (Iron Savior)
2. The Number of the Beast (Tchort)
3. Stranger in a Strange Land (Error 7)
4. Invaders (Rotors To Rust)
5. Murders in the Rue Morgue (Cosmosquad feat. Ray Alder)
6. The Trooper (Höyry-Kone)
7. Wasted Years (Fates Prophecy)
8. Innocent Exile (Eternal Elysium)
9. Revelations (Pharaoh)
10. The Prisoner (Las Cruces)
11. Where Eagles Dare (The Quill)
12. The Prophecy (Solstice)
13. Run to the Hills (John West with Chris Caffery)

### 666 – The Number One Beast – Volume 2 / The Final Chapter
(sorti le 22 août 2000)
1. Bring Your Daughter to the Slaughter (Doogie White)
2. Murders in the Rue Morgue (Paul Di'Anno)
3. Aces High (Steve Grimmett)
4. Flight of Icarus (Steve Overland)
5. Wasted Years (Steve Grimmett)
6. Remember Tomorrow (Paul Di'Anno)
7. The Clairvoyant (Doogie White)
8. The Prisoner (Steve Overland)
9. Sanctuary (Paul Di'Anno)
10. Powerslave (Steve Grimmett)
11. Killers (Paul Di'Anno)
12. Fear of the Dark (Bernie Shaw)

### Made in Scandinavia
(sorti le 26 décembre 2000)
1. Can I Play With Madness (Supersilent)
2. No Prayer for the Dying (Ofring)
3. The Trooper (Frozen Sun)
4. Seventh Son of a Seventh Son (Infernal Torment)
5. Hallowed Be Thy Name (Powerage)
6. The Number of the Beast (Loudmess)
7. Purgatory (Withering Surface)
8. Charlotte the Harlot (Slip Into Silk)
9. Stranger in a Strange Land (Roadkill)
10. The Fugitive (Headquake)

### A Call to Irons - Volumes I & II
(sorti le 6 mars 2001)
CD 1
1. The Ides of March / Purgatory (Steel Prophet)
2. Powerslave (Ancient Wisdom)
3. The Trooper (Vital Remains)
4. Genghis Khan (Angel Corpse)
5. Hallowed Be Thy Name (Solitude Æturnus)
6. Phantom of the Opera (New Eden)
7. Remember Tomorrow (Opeth)
8. To Tame a Land (Morgion)
9. Strange World (Evoken)
10. Rime of the Ancient Mariner (Opera IX)
11. Transylvania (Absu)

CD 2
1. Invaders (Engrave)
2. Gangland (Steel Prophet)
3. Iron Maiden (From the Depths)
4. Total Eclipse (Terror)
5. Wrathchild (Acheron)
6. Revelations (Possession)
7. Killers (Ion Vein)
8. Where Eagles Dare (Mystic Force)
9. 2 Minutes to Midnight (Deceased)
10. Public Enema Number One (October 31)
11. Sea of Madness (Prototype)
12. Chidren of the Damned (Diesel Machine)
13. Sanctuary (Abattoir)

### A Tribute to the Beast
1. The Ides of March / Purgatory (Steel Prophet)
2. Aces High (Children Of Bodom)
3. The Trooper (Rage)
4. Hallowed Be Thy Name (Cradle Of Filth)
5. Running Free (Grave Digger)
6. Prowler (Burden Of Grief)
7. Die With Your Boots On (Sonata Arctica)
8. Children of the Damned (Therion)
9. Transylvania (Iced Earth)
10. Remember Tomorrow (Opeth)
11. The Number of the Beast (Sinergy)
12. Stranger in a Strange Land (Disbelief)
13. Flight of Icarus (Tierra Santa)
14. 22, Acacia Avenue (Dark Tranquillity)
15. Wrathchild (Six Feet Under)
16. Powerslave (Darkane)

### Somewhere in Hungary
(sorti le 29 octobre 2002)
1. Powerslave (Iron Maidnem)
2. 2 Minutes to Midnight (Fahrenheit)
3. Flash of the Blade (Stonehenge)
4. The Trooper (Demonlord)
5. To Tame a Land (Nemesis)
6. The Clairvoyant (Obstruction)
7. Aces High (Nottingham)
8. Prowler (Stainless Steel)
9. The Evil that Men Do (Perfect Symmetry)
10. Wasted Years (Da Capo)
11. The Number of the Beast (Rudán Joe & Iron Maidnem)
12. Hallowed Be Thy Name (Iron Maidnem)

### A Tribute to the Beast - Volume 2
(sorti le 26 août 2003)
CD 1
1. Killers (Destruction)
2. The Trooper (Sentenced)
3. 2 Minutes to Midnight (Primal Fear)
4. Wasted Years (Thunderstone)
5. Wrathchild (Stuck Mojo et Devin Townsend)
6. Remember Tomorrow (Anthrax)
7. Iron Maiden (Tankard)
8. Moonchild (Necrophobic)
9. Strange World (Mägo de Oz)
10. Déjà Vu (Wolf)
11. Sanctuary (Mystic Prophecy)
12. Fear of the Dark (Graveworm)
13. Revelations (live) (Therion)
14. Hallowed Be Thy Name (Iced Earth)

CD 2 (CD Bonus)
1. Children of the Damned (Sebastian Bach)
2. Run to the Hills (John West & Chris Caffery)
3. Murders in the Rue Morgue (Cosmosquad et Ray Alder)
4. Flight of Icarus (Ian Perry & Kamelot)
5. Another Life (Solace)
6. Alexander the Great (Eleventh Hour)
7. Purgatory (Wardog)
8. Running Free (Iron Savior)

### The String Quartet: Tribute to Iron Maiden
(sorti le 2 septembre 2003)
1. Run to the Hills
2. The Number of the Beast
3. Two Minutes to Midnight
4. Wasted Years
5. Hallowed Be Thy Name
6. Powerslave
7. Aces High
8. The Trooper
9. Iron Maiden
10. Anatomy of Evil

### Piece of Madness en honor a Iron Maiden
(sorti le 28 octobre 2003)
1. Stranger in a Strange Land (Humanimal)
2. Be Quick or Be Dead (Selidor)
3. Alexander the Great (Carnarium)
4. Wasting Love (Magika)
5. Revelations (Arkanus)
6. Losfer Words (Big 'Orra) (Daniel Telis Project)
7. Prowler (Quemar)
8. Seventh Son of a Seventh Son (Demencia)
9. The Evil that Men Do (Jason)
10. Afraid to Shoot Strangers (Dösgenh)
11. 22, Acacia Avenue (Buffalo)
12. The Loneliness of the Long Distance Runner (Helker)

### Powerslaves an elektro tribute to Iron Maiden

#### Version vinyle
(sorti le 10 mai 2004)
Face A
1. Wrathchild (Acid Junkies)
2. Mother Russia (Luke Eargoggle)

Face B
1. Killers (Rude 66)
2. Run to the Hills (Legowelt)

#### Version CD
(sorti le 22 octobre 2004)
1. Fear of the Dark (Alek Stark & The Replicant)
2. Wrathchild (Acid Junkies)
3. Purgatory (Macondo)
4. Aces High (Imatran Voima)
5. Flash of the Blade (Captain Ahab)
6. Running Free (Kitbuilders)
7. Wasted Years (Ra-X)
8. Run to the Hills (Legowelt)
9. Die With Your Boots On (Maxx Klaxon)
10. Mother Russia (Luke Eargoggle)
11. The Trooper (Mr Velcro Fastener)
12. Killers (Rude 66)
13. Number of the Beast (Hidari/Plastgumer)
14. Powerslave (Pat Benedict Orchestra)

### The Iron Maidens- Female tribute to Iron Maiden
(sorti le 6 avril 2005)
1. The Number of the Beast
2. Two Minutes to Midnight
3. Children of the Damned
4. The Trooper
5. Wasted Years
6. Killers
7. Aces High
8. Phantom of the Opera
9. Run to the Hills
10. Hallowed Be Thy Name
11. Remember Tomorrow (live) (piste cachée)

### Food for Thought
(sorti le 25 juillet 2005)
1. Be Quick or Be Dead
2. Twilight Zone
3. 22, Acacia Avenue
4. The Angel and the Gambler
5. The Mercenary
6. The Trooper
7. Fortunes of War
8. Blood on the World's Hands
9. Stranger in a Strange Land
10. Flash of the Blade
11. Wildest Dreams
12. Futureal
13. The Nomad
14. Sanctuary
15. Innocent Exile
16. Public Enema Number One
17. Heaven Can Wait
18. Burning Ambition
19. Seventh Son of a Seventh Son

### The piano tribute to Iron Maiden
(sorti le 2 août 2005)
1. Two Minutes to Midnight
2. Wasted Years
3. Can I Play With Madness
4. The Trooper
5. Brave New World
6. Run to the Hills
7. Caught Somewhere in Time
8. Aces High
9. Hallowed Be Thy Name
10. Flight of Icarus
11. The Number of the Beast
12. Eddie's Lament

### Numbers from the Beast - an all star salute to Iron Maiden –
(sorti le 11 octobre 2005)
1. Run to the Hills
2. Wasted Years
3. Wrathchild
4. Flight of Icarus
5. Fear of the Dark
6. The Trooper
7. Aces High
8. 2 Minutes to Midnight
9. Can I Play With Madness
10. The Evil that Men Do
11. The Wicker Man

### Our Soundhouse Tapes
(sorti le 25 décembre 2005)
1. Flight of Icarus
2. Blood Brothers
3. Can I Play With Madness
4. Aces High
5. 2 Minutes to Midnight
6. Infinite Dreams
7. Walking With Liryo
8. Wasting Love
9. When Two Worlds Collide
10. The Prisoner/Nodding Donkey Blues
11. Can I Play With Madness

### Thingfishy's World of Maiden
Mars–Mai 2006
1. Can I Play With Madness
2. Reach Out
3. Phantom of the Opera
4. Back in the Village
5. The Ides of March / Wrathchild
6. Still Life
7. Strange World
8. Fear is the Key
9. No Prayer for the Dying
10. 2 A.M.
11. Quest for Fire
12. Only the Good Die Young
13. To Tame a Land
14. 2 Minutes to Midnight
15. Twilight Zone
16. The Mercenary
17. Sun and Steel
18. Montsegur
19. The Prisoner

### Maiden Heaven
(sorti en juillet 2008)
1. Black Tide - Prowler
2. Metallica - Remember Tomorrow
3. Avenged Sevenfold - Flash of the Blade
4. Glamour of the Kill - 2 Minutes to Midnight
5. Coheed and Cambria - The Trooper
6. DevilDriver - Wasted Years
7. Sign - Run to the Hills
8. Dream Theater - To Tame a Land
9. Madina Lake - Caught Somewhere in Time
10. Gallows - Wrathchild
11. Fightstar - Fear of the Dark
12. Machine Head - Hallowed Be Thy Name
13. Trivium - Iron Maiden
14. Year Long Disaster - Running Free
15. Ghostlines - Brave New World

## The Golden Beast
The Golden Beast est un hommage fait divers groupes colombiens, sorti en 2008.
Pistes
1. "Wasted Years" (Sigma)
2. "Infinite Dreams" (Entropia)
3. "The Evil that Men Do" (Legend Maker)
4. "The Wicker Man" (Perpetual)
5. "Aces High" (Noizart)
6. "Be Quick or Be Dead" (Introspeccion)
7. "Can I Play with Madness" (Terra Sur)
8. "Flight of Icarus" (Akash)